# Pathiri

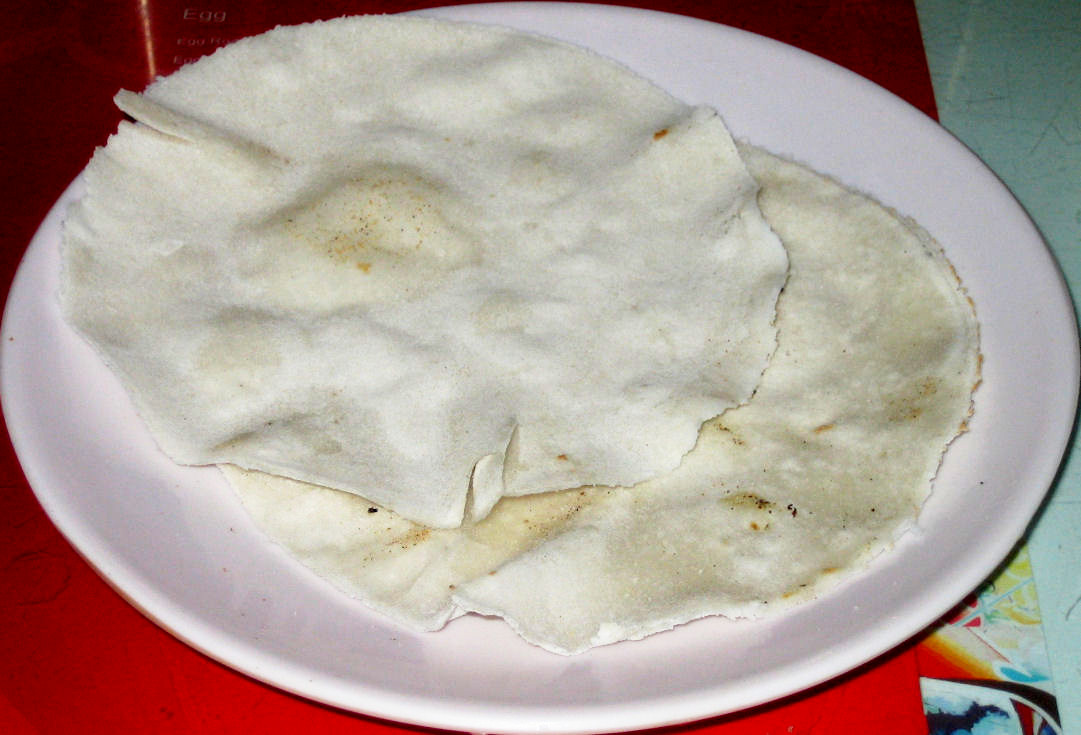
Pathiri de arroz malabar.

El pathiri es un panqueque hecho de harina de arroz. Forma parte de la cocina regional de los moplas (musulmanes) de Kerala, sur de la India. Se hace una masa blanca con el arroz machacado y se cuece en sartenes llamadas oadu. A veces se remoja después en leche de coco para mantenerlo blando y mejorar su sabor.
El pathiri también se conoce como ari pathil o pathil en algunas partes de la región Malabar. La palabra procede del árabe fateerah فطيرة, ‘pastel’.
Actualmente el pathiri sigue siendo popular entre los musulmanes de Kerala. Suele prepararse para cenar y se sirve con carne o pescado. En algunas regiones se sirve regularmente en el iftar durante el Ramadán.

## Variantes
El irachi pathiri es un pastel muy común en las regiones malabares de Thalassery y Kozhikode. Se elabora con una mezcla de carne y cebolla condimentada con masalas y frita en ghi o aceite a fuego medio. Entonces se rellena la masa y se fríe en aceite. Tiene el tamaño de las samosas comunes en el norte de la India, pero a diferencia de estas no se asan.
Otras variantes son el neypathiri (hecho con ghi), el poricha pathiri (frito en lugar de cocido) y el meen pathiri (relleno con pescado).